# Isicabu
Genre
Isicabu est un genre d'araignées aranéomorphes de la famille des Cyatholipidae.

## Distribution
Les espèces de ce genre se rencontrent en Afrique du Sud et en Tanzanie.

## Liste des espèces
Selon World Spider Catalog (version 16.0, 24/02/2015) :
- Isicabu henriki Griswold, 2001
- Isicabu kombo Griswold, 2001
- Isicabu margrethae Griswold, 2001
- Isicabu reavelli Griswold, 1987
- Isicabu zuluensis Griswold, 1987

## Publication originale
- Griswold, 1987 : A review of the southern African spiders of the family Cyatholipidae Simon, 1894 (Araneae: Araneomorphae). Annals of the Natal Museum, vol. 28, no 2, p. 499-542 (« texte intégral »(Archive.org • Wikiwix • Archive.is • Google • Que faire ?)).